# Britney Spears: Piece of Me Tour
Tournées par Britney Spears
Britney: Piece of Me
(2013 - 2017)
Britney Spears: Piece of Me Tour (aussi appelé Britney: Live in Concert ou Britney Spears: Piece of Me Exclusive Limited Tour) est la neuvième tournée musicale de la chanteuse américaine Britney Spears, visant à promouvoir sa résidence de spectacle à Las Vegas, Britney: Piece of Me dans le monde, ainsi que la promotion de son neuvième album studio, Glory. Cette nouvelle tournée marque la fin des six années d'absence de Spears sur les scènes du monde entier, étant donné que sa dernière tournée avait lieu en 2011 avec le Femme Fatale Tour. Sa tournée commence à Londres le 27 septembre 2016, puis continue à l'été 2017 au Japon, quatorze ans après son dernier passage lors du Dream Within a Dream Tour en 2002 et marque également ses premières performances aux Philippines, en Israël, en Taiwan, en Thaïlande, en Chine, et à Singapour,. Elle continue ensuite à l'été 2018 en Europe et dans quelques villes américaines.

## Annonce

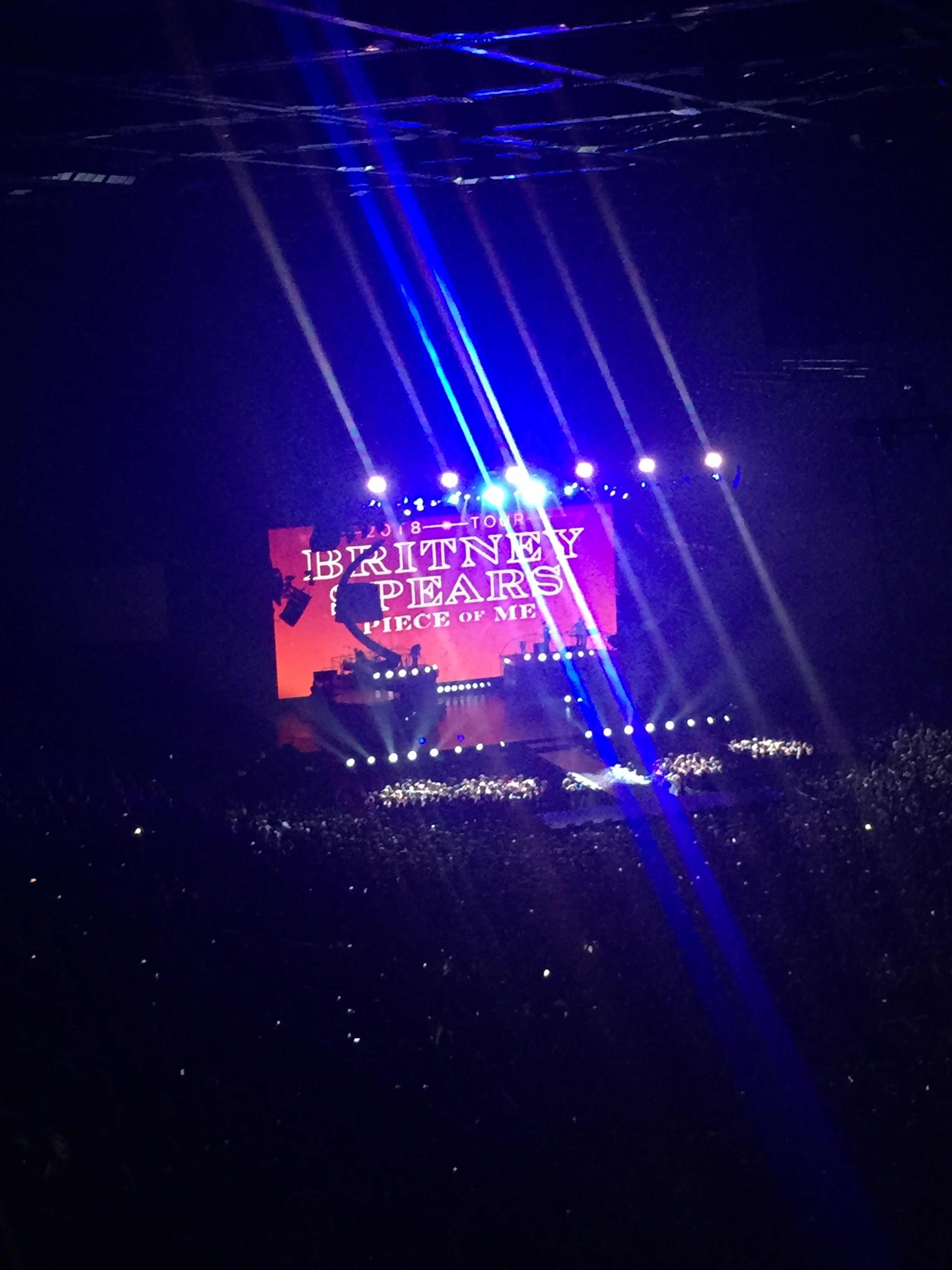
La scène et l'affiche commerciale pour la tournée.

Le 27 septembre 2016, Spears a participé au festival musical d'Apple à Londres, l'exécution d'une version abrégée de sa résidence, Britney: Piece of Me, qui a été un moyen de tester comment son spectacle pourrait fonctionner sur d'autres scènes du monde. Cette action a poussé la spéculation qu'une tournée mondiale était en cours.
En février 2017, dans une interview pour Las Vegas Sun (en), Larry Rudolph, manager de Britney Spears, révèle que des dates en Europe et en Asie pourraient être ajoutées. Britney Spears, quelques jours plus tôt, avait exprimé ses envies de repartir en tournée, pour exporter le spectacle en dehors de Las Vegas et a annoncé aussi, par l'arrivée de son neuvième opus, que de nombreux changements seront à prévoir courant 2016. Le 28 mars 2017, Britney Spears confirme une tournée mondiale intitulé Britney: Live in Concert sur son compte Twitter pour l'été 2017. Elle débute tout d'abord en Asie. Le neuvième album de Spears, Glory, a fait l'objet du nouvelle édition spéciale en Asie sous le nom de Japan Tour Edition comprenant les musiques de la setlist de la tournée et de l'album original.
Le 22 décembre 2017, avant la fin de sa résidence à Las Vegas, Britney Spears annonce une nouvelle série de concerts qui se poursuit en Europe, tout en communiquant sa participation pour le festival danois qui aura lieu le 8 août 2018,. Cette fois-ci, Spears reprend le nom original du spectacle soit Piece of Me pour promouvoir cette nouvelle série de concerts. Le 23 janvier 2018, Spears confirme des dates supplémentaires pour l'Amérique du Nord, l'Europe et le Royaume-Uni. Le 9 février 2018, due à une demande phénoménale, Spears ajoute trois nouvelles dates pour l'Angleterre, tandis qu'en France, à la suite d'un fort mécontentement des fans, l'équipe de cette dernière ajoute également une date pour Paris, le 28 août 2018, puis une deuxième le jour suivant. Il est également annoncé que le rappeur, Pitbull assure la première partie de la chanteuse pour l'étape de l'Europe et du Royaume-Uni. Les spectacles assurés aux États-Unis sont sponsorisés par PepsiCo, et au Royaume-Uni par les fragrances de Britney Spears.

## Réception et anecdotes
En avril 2017, le Parti travailliste israélien a annoncé qu'il allait replannifier leur élection primaire en juillet pour éviter les conflits avec le concert de Spears à Tel Aviv, étant donné que 50 000 personnes étaient attendues,. À la suite des rumeurs du playback utilisé lors de ses concerts, Spears s'est expliquée lors d'une émission de télévision israélienne indiquant que beaucoup de gens croient qu'elle ne chante pas en direct à cause de sa danse, mais elle utilise un mélange de sa voix et du playback. Quelques jours après, lors de son concert à Singapour, Britney Spears a chanté une interprétation sans playback de Joyeux anniversaire à son gardien de sécurité. La tournée a reçu des critiques assez positives. Cristina Jerome du Miami New Times a déclaré que « la tournée était faite pour les fans de Britney Spears. La Princesse de la Pop a permis à son public de vivre sa carrière en son intégralité, de la fin des années 90 à nos jours, avec son dernier album studio, Glory ». Bien que la production du spectacle et la présence de Spears sur scène soient complimentés, des accusations de playback ont été mentionnées. En défense des accusations de Spears à propos du playback, Louis Staples, de The Independent, passe en revue le concert record de la Pride de Brighton ; « C’est la force et la vulnérabilité de Spears face à ses problèmes qui la lient le plus à ses fans. Elle est instantanément pardonnée pour des choses qui pourraient normalement faire tomber d’autres stars, comme son aversion bien connue pour le playback ». Mentionnant également que les fans assistent purement aux succès de la chanteuse et que « ses performances brillantes prouvent que peu de gens peuvent rivaliser avec son impact culturel, ou incarner les mots "icône" ou "mégastar" comme elle. Vingt ans après, les gens veulent toujours une part de Spears ».
Le 5 septembre 2018, la tournée est nommée dans la catégorie meilleure tournée de 2018 au People's Choice Awards.
Vente de tickets
Le premier concert prévu à Bangkok, le 24 juin a été complet en moins de 45 minutes grâce à une forte demande du public. La première nuit à Tokyo a réuni plus de 12 000 fans selon Sony Music Japan. Le 26 janvier 2018, une troisième et dernière date au Borgata Events Centre, à Atlantic City, a été ajoutée en raison de la forte demande du public. La nuit au centre d'événements de Sands, à Bethlehem a été complet en quelques secondes. Le 27 janvier 2018, les ventes générales pour les dates européennes ont commencé. La date à The O2 Arena, à Londres s'est rapidement vendue et une date supplémentaire a été ajoutée en raison de la demande écrasante par les fans de la chanteuse. Les billets pour la date de Dublin à 3Arena ont également été vendus en moins de 10 minutes. Le site Pollstar annonce que la partie américaine et européenne de la tournée a engrangé plus de 54,3 millions de dollars pour 260,531 tickets vendus, permettant d'être la sixième tournée la plus lucrative en 2018,.
Records
En raison de l'incroyable demande du public israélien, Britney Spears a réussi à briser le record pour un concert en Israël par une artiste féminine, tenu par Rihanna. Ce qui fait de Spears la troisième artiste à avoir regroupé l'une des plus grandes audiences, entre 55 000 et 60 000 personnes, en Israël après Michael Jackson et Madonna.
Le concert à Bethlehem tient un nouveau record (tenu auparavant par The 1975), avec le nombre de tickets vendu en quelques secondes. Le premier concert de Britney Spears en Europe tient un incroyable record, plus de 300 000 personnes se sont déplacés à la Pride de Brighton dont 57 000 fans sont restés lors du concert de Britney Spears au Preston Park de Brighton. La tournée a été nommée seconde meilleure vente en 2018, au Royaume-Uni, selon StubHub. Oslo, en Norvège (excluant le Royaume-Uni et le Danemark) a eu la plus grande présence dans une arène pendant la tournée européenne avec plus de 20 000 personnes. Le 11 août, Britney a performé devant près de 11 000 fans au Göransson Arena, en Suède, et brise le record tenu par Scorpions avec 10 500 de fans en 2012.

## Déroulement
Le déroulement du concert, en Asie, est quasi similaire à sa résidence à Las Vegas, Britney: Piece of Me, malgré quelques petits changements de chorégraphies et de setlist notable. En effet, I Love Rock 'n' Roll et Everytime ne sont plus exécutés, à défaut de ne pas pouvoir transporter les ailes de la chanteuse et sa guitare outre Atlantique. C'est aussi le cas pour l'arbre de Toxic. En effet, l'arbre ne pouvant être déplacé, la chorégraphie a subi quelques changements.

En mai 2018, Britney Spears dévoile que des changements seront prévu pour sa tournée en Europe et aux États-Unis. Elle déclare : 

« Je ne suis pas allée en Europe depuis un moment. J'ajoute quelques nouvelles chansons dans le spectacle. Il y a tellement de changements. J'ai un mois et demi avant de commencer, donc j'ai un peu de travail, mais je suis vraiment enchantée ! »

— Britney Spears

### Synopsis
Le spectacle est introduit par une voix féminine canadienne racontant quelques proverbes en français, ainsi le spectacle commence par Work Bitch. Britney apparaît à travers la fumée, puis rejoint la scène, où elle et ses danseurs effectuent la chorégraphie du clip vidéo. Le spectacle se poursuit avec Womanizer. Elle remercie les gens de venir à son spectacle et demande au public de l'aider à casser la glace entre elle et son public, avant que Break the Ice et Piece of Me commence.

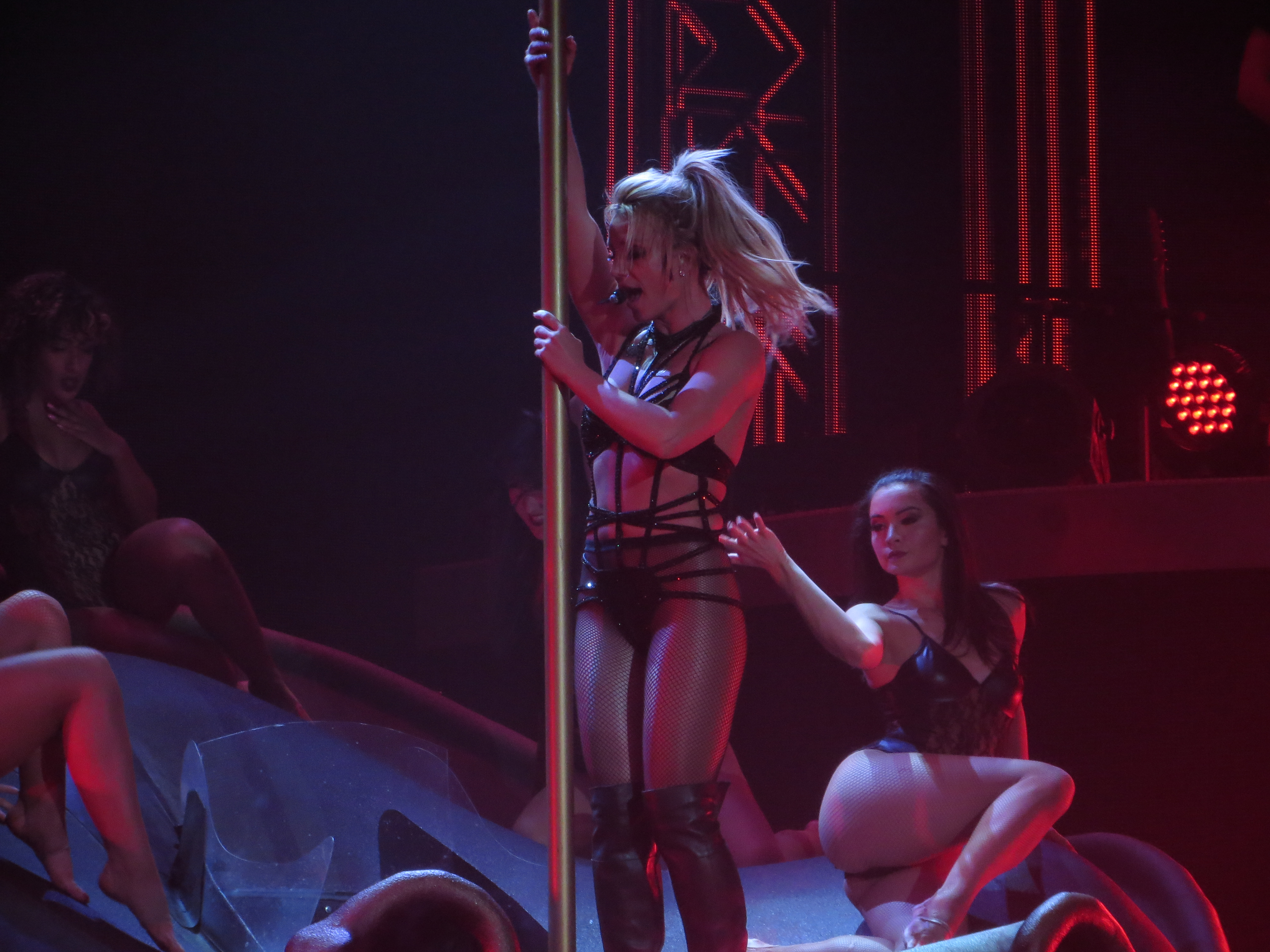
Britney Spears interprétant I'm a Slave 4 You en 2016 à Vegas.

Britney apparaît sur la scène sombre et entourée de ses danseurs déguisés en corbeau, puis chante ... Baby One More Time et Oops! ... I Did It Again.
Le troisième segment est introduit par une vidéo montrant des extraits des plus gros hits de Britney, tels que Baby One More Time, Toxic ou encore Gimme More. À la fin de la vidéo, des murs de barrières en bois arrivent sur scène. Britney arrive à son tour et chante Me Against the Music. La chorégraphie effectuée est inspirée du vidéoclip original, vient ensuite Gimme More, .
L'interlude Scream & Shout introduit le quatrième segment. Will.I.Am apparaît en hologramme à l'écran et les danseurs dansent énergiquement autour de la scène, elle arrive vers la fin de Scream & Shout et interprète une version raccourcie et remixée de Boys. Elle chante Do You Wanne Come Over, puis dance sur un break dance de trois musiques de Missy Eliott.
Get Naked (I Got a Plan) présente le cinquième segment. Un danseur et plusieurs danseuses effectuent des danses érotiques tout autour de la scène sur une version plus sensuelle de la musique. Puis, Britney apparaît dans une fontaine d'eau avec une barre de pole dance au centre et entame I'm a Slave 4 U, entourée de ses danseuses qui jouent avec l'eau.
Elle interprète ensuite Make Me. Durant la chanson suivante, Freakshow, elle et ses danseuses recherchent un ou une fan dans le public, pour ensuite le/la faire monter sur scène. Spears détient un fouet et une laisse pour que le fan soit ensuite tiré en laisse par elle-même. Après la chanson, elle signe un T-shirt pour le fan et fini le segment par Do Somethin'.
Le sixième segment est introduit par une troupe de cirque, jouée par les danseurs. Lors de cet interlude, les danseurs font des acrobaties, dansent sur des trapèzes et lancent des confettis dans la foule. Plus tard, Britney apparaît sur scène sur un grand anneau de feu et chante Circus. Puis vient If You Seek Amy, Breathe on Me où elle dansent sensuellement au côté de ses danseuses, Slumber Party où elle reprend en partie le thème du vidéoclip. Ce segment se termine avec Touch of My Hand où elle danse érotiquement avec deux de ses danseurs.
La prochaine et dernière étape introduit le décor d'une jungle. À défaut de l'arbre du spectacle de Las Vegas, Britney danse lentement sur Toxic. Lorsque le deuxième couplet commence, elle est portée par ses danseurs puis la version originale de la chanson commence. Elle enchaîne ensuite avec Stronger et Crazy. Au cours de Crazy, Britney demande à son public de féliciter son groupe de danseurs, puis elle demande au public, s'ils veulent une chanson de plus, puisTill The World Ends  contenant des éléments de Work Bitch dans une version remixée annonce la fin du spectacle. Britney danse avec ses danseurs jusqu'à que le rideau se ferme concluant le spectacle avec un grand feu d'artifice.

## Dates
| Dates              | Ville           | Pays         | Lieu                               | Première partie | Présences              | Revenus     |
| ------------------ | --------------- | ------------ | ---------------------------------- | --------------- | ---------------------- | ----------- |
| Asie               |                 |              |                                    |                 |                        |             |
| 3 juin 2017        | Tokyo           | Japon        | Gymnase olympique de Yoyogi        | N/A             | —                      | —           |
| 4 juin 2017        | Tokyo           | Japon        | Gymnase olympique de Yoyogi        | N/A             | —                      | —           |
| 6 juin 2017        | Osaka           | Japon        | Osaka-jō Hall                      | N/A             | —                      | —           |
| 10 juin 2017       | Séoul           | Corée du Sud | Gocheok Sky Dome                   | N/A             | —                      | —           |
| 13 juin 2017       | Taipei          | Taïwan       | Nangang Exhibition Centre          | N/A             | —                      | —           |
| 15 juin 2017       | Manille         | Philippines  | Mall of Asia Arena                 | N/A             | —                      | —           |
| 23 juin 2017       | Bangkok         | Thaïlande    | Impact Arena                       | N/A             | —                      | —           |
| 24 juin 2017       | Bangkok         | Thaïlande    | Impact Arena                       | N/A             | —                      | —           |
| 27 juin 2017       | Hong Kong       | Hong Kong    | AsiaWorld-Arena                    | N/A             | —                      | —           |
| 30 juin 2017       | Singapour       | Singapour    | Singapore Indoor Stadium           | N/A             | —                      | —           |
| 3 juillet 2017     | Tel Aviv        | Israël       | Yarkon Park                        | N/A             | —                      | —           |
| Amérique du Nord,  |                 |              |                                    |                 |                        |             |
| 12 juillet 2018    | National Harbor | États-Unis   | MGM National Harbor (en)           | N/A             | 5,357 / 5,538 (97%)    | $1,555,048  |
| 13 juillet 2018    | National Harbor | États-Unis   | MGM National Harbor (en)           | N/A             | 5,357 / 5,538 (97%)    | $1,555,048  |
| 15 juillet 2018    | Uncasville      | États-Unis   | Mohegan Sun Arena                  | N/A             | 6,998 / 7,918 (88%)    | $946,100    |
| 17 juillet 2018    | Bethlehem       | États-Unis   | Sands Casino Resort Bethlehem (en) | N/A             | 1,883 / 1,883 (100%)   | $766,222    |
| 19 juillet 2018    | Atlantic City   | États-Unis   | Borgata                            | N/A             | 5,952 / 6,342 (94%)    | $1,363,677  |
| 20 juillet 2018    | Atlantic City   | États-Unis   | Borgata                            | N/A             | 5,952 / 6,342 (94%)    | $1,363,677  |
| 21 juillet 2018    | Atlantic City   | États-Unis   | Borgata                            | N/A             | 5,952 / 6,342 (94%)    | $1,363,677  |
| 23 juillet 2018    | New York        | États-Unis   | Radio City Music Hall              | N/A             | 11,887 / 11,887 (100%) | $2,704,148  |
| 24 juillet 2018    | New York        | États-Unis   | Radio City Music Hall              | N/A             | 11,887 / 11,887 (100%) | $2,704,148  |
| 27 juillet 2018    | Hollywood       | États-Unis   | Hard Rock Live (en)                | N/A             | 9,756 / 9,756 (100%)   | $1,983,200  |
| 28 juillet 2018    | Hollywood       | États-Unis   | Hard Rock Live (en)                | N/A             | 9,756 / 9,756 (100%)   | $1,983,200  |
| 29 juillet 2018    | Hollywood       | États-Unis   | Hard Rock Live (en)                | N/A             | 9,756 / 9,756 (100%)   | $1,983,200  |
| Europe             |                 |              |                                    |                 |                        |             |
| 4 août 2018        | Brighton        | Royaume-Uni  | Preston Park (en)                  | Louise Redknapp | —[A]                   | —[A]        |
| 6 août 2018        | Berlin          | Allemagne    | Mercedes-Benz Arena                | Pitbull         | 13,735 / 13,735 (100%) | $1,045,280  |
| 8 août 2018        | Skanderborg     | Danemark     | Smukfest (en)                      | MØ              | —[B]                   | —[B]        |
| 10 août 2018       | Oslo            | Norvège      | Telenor Arena                      | Pitbull         | 20,423 / 20,423 (100%) | $1,838,118  |
| 11 août 2018       | Sandviken       | Suède        | Göransson Arena (en)               | Pitbull         | 10,951 / 11,113 (99%)  | $975,742    |
| 13 août 2018       | Mönchengladbach | Allemagne    | Sparkassenpark (de)                | Pitbull         | 15,208 / 17,046 (90%)  | $1,167,490  |
| 15 août 2018       | Anvers          | Belgique     | Sportpaleis                        | Pitbull         | 16,787 / 16,787 (100%) | $1,399,873  |
| 17 août 2018       | Scarborough     | Royaume-Uni  | Scarborough Open Air Theatre (en)  | Pitbull         | 7,888 / 7,888 (100%)   | $787,539    |
| 18 août 2018       | Manchester      | Royaume-Uni  | Manchester Arena                   | Pitbull         | 13,780 / 13,780 (100%) | $1,472,230  |
| 20 août 2018       | Dublin          | Irlande      | 3Arena                             | Pitbull         | 12,510 / 12,510 (100%) | $1,124,171  |
| 22 août 2018       | Glasgow         | Royaume-Uni  | The SSE Hydro                      | Pitbull         | 10,623 / 10,623 (100%) | $999,910    |
| 24 août 2018       | Londres         | Royaume-Uni  | O2 Arena                           | Pitbull         | 40,605 / 40,605 (100%) | $4,637,897  |
| 25 août 2018       | Londres         | Royaume-Uni  | O2 Arena                           | Pitbull         | 40,605 / 40,605 (100%) | $4,637,897  |
| 26 août 2018       | Londres         | Royaume-Uni  | O2 Arena                           | Pitbull         | 40,605 / 40,605 (100%) | $4,637,897  |
| 28 août 2018       | Paris           | France       | AccorHotels Arena                  | Pitbull         | 26,973 / 30,268 (90%)  | $2,387,006  |
| 29 août 2018       | Paris           | France       | AccorHotels Arena                  | Pitbull         | 26,973 / 30,268 (90%)  | $2,387,006  |
| 31 août 2018       | Birmingham      | Royaume-Uni  | Genting Arena (en)                 | Pitbull         | 7,213 / 9,622 (75%)    | $877,354    |
| 1er septembre 2018 | Blackpool       | Royaume-Uni  | Blackpool Tower                    | Pitbull         | 18,974 / 18,974 (100%) | $1,830,000  |
| Amérique du Nord   |                 |              |                                    |                 |                        |             |
| 21 octobre 2018    | Austin          | États-Unis   | Circuit des Amériques              | N/A             | —[C]                   | —[C]        |
| Total              | Total           | Total        | Total                              | Total           | 256,962                | $29,898,232 |

Notes
A Ce concert fait partie du festival : Brighton Pride (en) 2018.
B Ce concert fait partie du festival : Smukfest 2018.
C Ce concert fait partie du festival : Circuit des Amériques 2018.